# Arne Stubelius
Arne Reinhold Stubelius, född 4 augusti 1902 i Fjällbacka, Bohuslän, död 29 december 1983 i Göteborg, var en svensk tecknare, grafiker, folkskollärare och konstskriftställare.
Han var son till folkskolläraren Carl Reinhold Stubelius och Johanna Maria Wingård och från 1937 gift med Ingegerd Cecilia Simonsson. Stubelius studerade periodvis vid Valands målarskola 1920–1924 och avlade folkskollärarexamen i Göteborg 1924. Separat ställde han bland annat ut på Färg och Form i Stockholm 1943, Lorensbergs konstsalong 1946 och i Älvsbyn. Tillsammans med Siri Rathsman ställde han ut på Lorensbergs konstsalong 1952, tillsammans med Ingrid Hwatz 1956, tillsammans med Wilgot Olsson och Tore Ahnoff i Umeå 1949 samt tillsammans med Frans och David Larsson i Alingsås 1950. Han medverkade under årens lopp i ett flertal samlingsutställningar med Göteborgs konstförening på Göteborgs konsthall och Sveriges allmänna konstförening på Liljevalchs konsthall samt Färg och Forms samlingsutställningar i Stockholm. Han tilldelades Hjalmar Gabrielsons stipendium och ett av Göteborg kommuns kulturstipendier 1966. 
Stubelius kom att under sommaren 1940 vi ett besök hos Hanna Göransson på Höjdgatan 10 i Landala, då han arbetade med en bok om konstnären Ivan Ivarson, göra en häpnadsväckande upptäckt vilket skulle bli upptakten till en av svensk konsthistorias viktigaste räddningsaktioner. Vid besöket framkom att Hanna sedan 1937 haft sonens, konstnären Åke Göransson, bevarade verk kompakt nedstuvade i kökssoffan där en del ihoprullade målningar var ihopklibbade och illa medfarna. Åke Göranssons levnadstecknare Björn Axlund skrev: "Om inte Stubelius gjort sig ärendet dit den där sommardagen 1940, skulle sannolikt Åke Göransson målningar aldrig bevarats till eftervärlden och Åke Göransson hade varit ett oskrivet blad i 1900-talets svenska konsthistoria. Han skulle kanske ha skymtat i någon konstkrönika eller någon exposé över göteborgsmåleriet som en av Tor Bjurströms elever på Valand under 1920-talet men knappast något mera." Eftersom Åke Göransson var medellös, sinnessjukförklarad som schizofren och tagits in på Lillhagens sjukhus 1937 såg Stubelius till att dukarna togs omhand för renovering och inramning då det rörde sig om stora ekonomiska värden. En succéartad utställning följde på Modern konst i hemmiljö i Stockholm 1941 och Göteborgs Konsthall 1942, en tid före Göranssons död i tuberkulos.
Arne Stubelius har målat i pastell och akvarell  men gjorde sig känd som tecknare i kol, blyerts, rödkrita, tusch och bläck med barnstudier och västkustlandskap. Han arbetade även i viss mån med litografi och batikkonst. Som illustratör medverkade han i med teckningar till Tidens förlag samt dagspressen i Göteborg. Som konstskribent medverkade han bland annat i Konst och kultur och Konstperspektiv samt skrev konstnärsmonografier över Åke Göransson 1952 och Ivan Ivarson 1954 samt inledningen till en reproduktionsmappen John Bauer, sagotecknaren 1954. Han var välkänd i det göteborgska konstlivet som föredragshållare och ledamot av Göteborg kommuns konstnämnd.   
Stubelius är representerad vid Göteborgs konstmuseum, Skaraborgs läns museum och Gustav VI Adolfs samling.